# Ivan Serov
Ivan Alexandrovitx Serov (Vólogda, 13 d'Agost de 1905 - Moscou, 1 de Juliol de 1990), fou un politic Soviètic, Governador del NKVD a la RSS d'Ucraïna, on fou acusat de causar posteriorment de causar l'Holodomor i fou principal organitzador de les Deportacions de pobles a la Unió Soviètica a la Regió bàltica i Polònia i de la Massacre de Katin, cap del KGB i del Departament Central d'Intel·ligència Soviétic. Va ser governador militar del Berlín ocupat, tenint un rol important en la supressió de la Revolució hongaresa de 1956. També va ser una de les figures més importants del SMERSH (el servei de contrainteligencia Soviétic durant la Segona Guerra Mundial), només per sota de Viktor Abakumov. També jugà un rol important durant la Crisi dels míssils de Cuba, evitant l'Agència Central d'Intel·ligència de escalar el conflicte. Com que era un company proper a Nikita Khrusxov, va ser destituit durant la presa de poder de Brezhnev. Fou restituit a la descada dels 80 com a general i Heroi de la Unió Soviètica.